# 圣多尔利戈德拉瓦莱
圣多尔利戈德拉瓦莱（義大利語：San Dorligo della Valle），是意大利的里雅斯特省的一个市镇。总面积24.51平方公里，人口5945人，人口密度242.6人/平方公里（2009年）。ISTAT代码为032004。